# Erfan Amiri
Erfan Amiri (pers. عرفان امیری; ur. 16 marca 1990) – irański zapaśnik w stylu wolnym. Srebrny medalista mistrzostw Azji w 2011 i  brązowy w 2012. Piąty w mistrzostwach świata w 2010. Mistrz świata juniorów w 2009, trzeci w 2010 roku.